# Frank Bagnack
Macky Frank Bagnack Mouegni, mais conhecido como Frank Bagnack (Yaoundé, 7 de junho de 1995) é um futebolista camaronês que atua como zagueiro. Atualmente está sem clube.

## Carreira

### Categorias de base
Bagnack foi descoberto por olheiros do Barcelona durante um torneio sub-12 em que participava e graças a fundação de Samuel Eto'o chegou na La Masia junto com seu compatriota Jean Marie Dongou em 2008, com 13 anos de idade.

### Barcelona B
Na temporada 2012–13, chegou ao Barcelona B, onde estreou como profissional em 8 de setembro de 2012, contra o Club Deportivo Guadalajara. Foi incorporado de vez ao Barcelona B na temporada 2013–14.

## Títulos
Barcelona
- Troféu Joan Gamper: 2013